# Nannopetersius
Genre
Nannopetersius est un genre de poissons d'eau douce de la famille des Alestidae.

## Répartition
Les espèces du genre Nannopetersius se rencontrent en Afrique.

## Liste des espèces
Selon World Register of Marine Species (14 décembre 2023) :
- Nannopetersius ansorgii (Boulenger, 1910)
- Nannopetersius lamberti Poll, 1967
- Nannopetersius mutambuei Wamuini Lunkayilakio & Vreven, 2008

## Classification
Le nom valide complet (avec auteur) de ce taxon est Nannopetersius Hoedeman (d), 1956.

## Étymologie
Le nom générique, Nannopetersius, qui se compose du grec ancien νᾶνος, nãnos, « nain » (allusion ni expliquée ni évidente), et du genre Petersius, reprend le nom invalidé que Hoedeman avait proposé en 1951 pour un sous-genre de Alestopetersius et pourrait faire référence à la petite taille de Nannopetersius ansorgii (38–60 mm) comparativement à Alestopetersius hilgendorfi qui mesure 100 mm.